# حبیب فیصل
حبیب فیصل (اردو: حبیب فیصل کارگردان و فیلم‌نامه‌نویس اهل کشور هند است. از فیلم‌هایی که وی کارگردانی کرده می‌توان به فیلم ضیافت عشق اشاره نمود.

## جوایز
وی تاکنون برنده جوایزی همچون جوایز فیلم‌فیر شده است.